# Жювиль
Жюви́ль (фр. Juville) — коммуна во французском департаменте Мозель региона Лотарингия. Относится к кантону Дельм.

## География
Жювиль расположен в 25 км к юго-востоку от Меца. Соседние коммуны: Траньи и Тимонвиль на северо-востоке, Бакур на востоке, Ксокур и Пюзьё на юго-востоке, Льокур и Аленкур-ла-Кот на юге, Фовиль, Тезе-Сен-Мартен и Флен на юго-западе, Вюльмон на западе, Сайи-Ашатель и Моншо на северо-западе.

## История
- Был доменом аббатства Сен-Венсан под защитой сеньора де Вивье.
- Деревня была разрушена в 1489 году Арнулем де Фенетранжем.

## Демография
По переписи 2008 года в коммуне проживало 107 человек.

## Достопримечательности
- Следы древнеримской дороги.
- Церковь Сен-Морис, 1955 год.